# Judith Ward
Judith Ward (née à Stockport le 10 janvier 1949) est une Britanno-Irlandaise[réf. nécessaire] accusée à tort d'avoir commis des attentats de l'IRA provisoire en Angleterre.
En 1974, l'IRA provisoire intensifie sa campagne d'attentats à la bombe en Grande-Bretagne. Le 14 février 1974, Judith Ward est arrêtée, accusée de trois attentats : celui de la gare d’Euston le 10 septembre 1973, celui contre un bus militaire sur l'autoroute britannique M62 le 4 février 1974 (12 morts) et celui de Defence college (en) le 12 février 1974. Le 4 novembre 1974, elle est condamnée à 30 ans de prison. Psychologiquement instable, elle revendique son appartenance à l'IRA, bien que cette dernière le nie. Au bout de 18 ans de prison, elle est blanchie de ces accusations et relâchée le 4 juin 1992,
.